# عدنان حوجیج
عدنان حوجیج (انگلیسی: Adnan Houjeij؛ زادهٔ ۳ اکتبر ۱۹۳۳) تیرانداز اهل سوریه است. وی در بازی‌های المپیک تابستانی ۱۹۸۰ شرکت کرده‌است.